# Wir halten fest und treu zusammen
Wir halten fest und treu zusammen ist ein zum Jahresende 1928 entstandenes, deutsches Stummfilm-Lustspiel des Drehbuchautors und Arztes Herbert Nossen mit Siegfried Arno und Kurt Gerron in den Hauptrollen.

## Handlung
Der klapperdürre und hochgewachsene »Beef« und der kompakt-gedrungene und kleine »Steak« sind die deutsche Antwort auf Pat und Patachon. Als tollpatschige Gauner – der Lange ist dynamisch bis springlebendig, der dicke eher bierselig-phlegmatisch – haben die beiden als Sträflinge Nr. 6 und Nr. 9 im Gefängnis gesessen und wollen nunmehr, wo sie wieder in die Freiheit entlassen werden, endlich „solide“ und anständig werden. Doch das ist leichter gesagt als getan: Niemand in der Welt „da draußen“ will zwei Ex-Knackis einstellen, und so treibt der nackte Hunger die beiden harmlosen Gelegenheitsgauner in für sie ungute Kreise. Auf der Suche nach einer warmen Mahlzeit landen sie in einer Kellerkaschemme, wo gerade eine Diebesbande tagt.
Als man erkennt, wen man da vor sich hat, ist es für die Gaunerbande ein leichtes, Beef und Steak für sich einzuspannen und sie wieder rückfällig werden zu lassen. Als Kellner in einem Restaurant sollen sie Langfinger machen und alles, was wertvoll ist, mitgehen lassen. Dabei stellen sie sich derart ungeschickt an, dass man Beef und Steak sogleich hinauswirft. Auch ihr nächster Versuch, mit Heiratsschwindel richtig „erfolgreiche Verbrecher“ zu werden, misslingt: Beef als blasierter Graf Hyacinth de Roquefort und Steak als sein dusseliger Diener blamieren sich vor den Damen der Welt und in der feinen Gesellschaft nur. Es hilft nichts: Irgendwann reift in Beef und Steak die Erkenntnis, dass es ihnen im Knast noch immer am besten gegangen ist, und so kehren die beiden erfolglosen Gauner reumütig aber höchst freiwillig hinter Gitter zurück.

## Produktionsnotizen
Wir halten fest und treu zusammen entstand im Dezember 1928 im Efa-Filmstudio, passierte die Filmzensur am 23. Januar des darauf folgenden Jahres und wurde am 10. Mai 1929 in Münchens Film-Palast uraufgeführt. Die Berliner Premiere war am 23. September 1929 im Marmorhaus. Der mit Jugendverbot belegte Sechsakter besaß eine Länge von 2246 Meter.
Max Heilbronner gestaltete die Filmbauten. Helmuth Schreiber übernahm die Aufnahmeleitung.

## Wissenswertes
Wir halten fest und treu zusammen ist die einzige Inszenierung und zugleich der letzte Film des promovierten Arztes und Drehbuchautoren Dr. Herbert Nossen. Sein Hauptberuf war der eines Mediziners, der privates Interesse an schriftstellerischer Tätigkeit besaß. Ehe Harry Piel ihn 1924 erstmals an einem Drehbuch mitschreiben ließ, hatte Nossen den Zugang zum Filmgeschäft über das Verfassen von deutschen Titeln US-amerikanischer Kinolustspiele sowie als Cutter gefunden. Die durchgehend schlechten Kritiken, die dieses Lustspiel erhielt, beendeten zum Ausklang der Stummfilm-Ära schlagartig die cineastische Karriere Nossens; für den Tonfilm hat er nie gearbeitet.
Mit einer gewissen Bitterkeit konstatierte der Drehbuchautor Hans Kahan, der nach Nossens dilettantischer Inszenierung sein eigenes Werk nicht mehr wiedererkannte: „Der Herr ist allerdings wieder zu seinem ärztlichen Beruf zurückgekehrt, doch kann diese Tatsache meinen Film nicht wieder gesundbeten. Man kann bei uns, trotz aller Einwände, Grotesken drehen, doch darf man dabei in der Groteske nicht so weit gehen, sie von einem Arzt und nicht von einem Regisseur drehen zu lassen!“.

## Kritiken
Der Film erhielt durchgehend Verrisse; vor allem wurde das primitive Humorverständnis attackiert. Nachfolgend zwei Beispiele:

„Wenn aber Kurt Gerron als verflossener Sträfling und gegenwärtiger Heiratsschwindler in einem Tiergartenhaus eine Grammophonplatte unter der Nadel hervorholt, während gerade „Ich hab‚ mein Herz in Heidelberg verloren“ ertönt –, diese Platte auffrißt und daraufhin mit Bauchschmerzen in der Toilette verschwindet; wenn sich bedrängte ältere Damen vor diesem Raum stauen und nun, lieblich fotografiert, daraus „Ich hab‚ mein Herz in Heidelberg verloren“ hervorklingt – Kinder, das ist keine Groteske, und da fängt kein Scherz an – da hört der Scherz auf.“

„Siegfried Arno und Kurt Gerron haben sich Beef und Steak zusammengetan, wollen als neues ungleiches Komikerpaar das Publikum zum Lachen bringen. Es finden sich auch immer Lachlustige, die den sehr an den Haaren herbeigezogenen, konstruierten komischen Situationen Geschmack abgewinnen. Gewiß, Siegfried Arno in seiner Lebendigkeit, Kurt Gerron mit seiner Bierruhe sind gute Schauspieler, aber man möchte gern von Herzen lachen, und das geht nicht.“